# Kormos-patak
A Kormos-patak (románul: Cormoș) Erdővidék és a Dél-Hargita egyik legnagyobb folyóvize. Az Olt vízgyűjtő területéhez tartozik. A Lúcs-tőzeglápból ered, Erdőfüle, Bardoc és Olasztelek érintésével ömlik az Oltba.
Egyik fő mellékvize a Vargyas-patak.

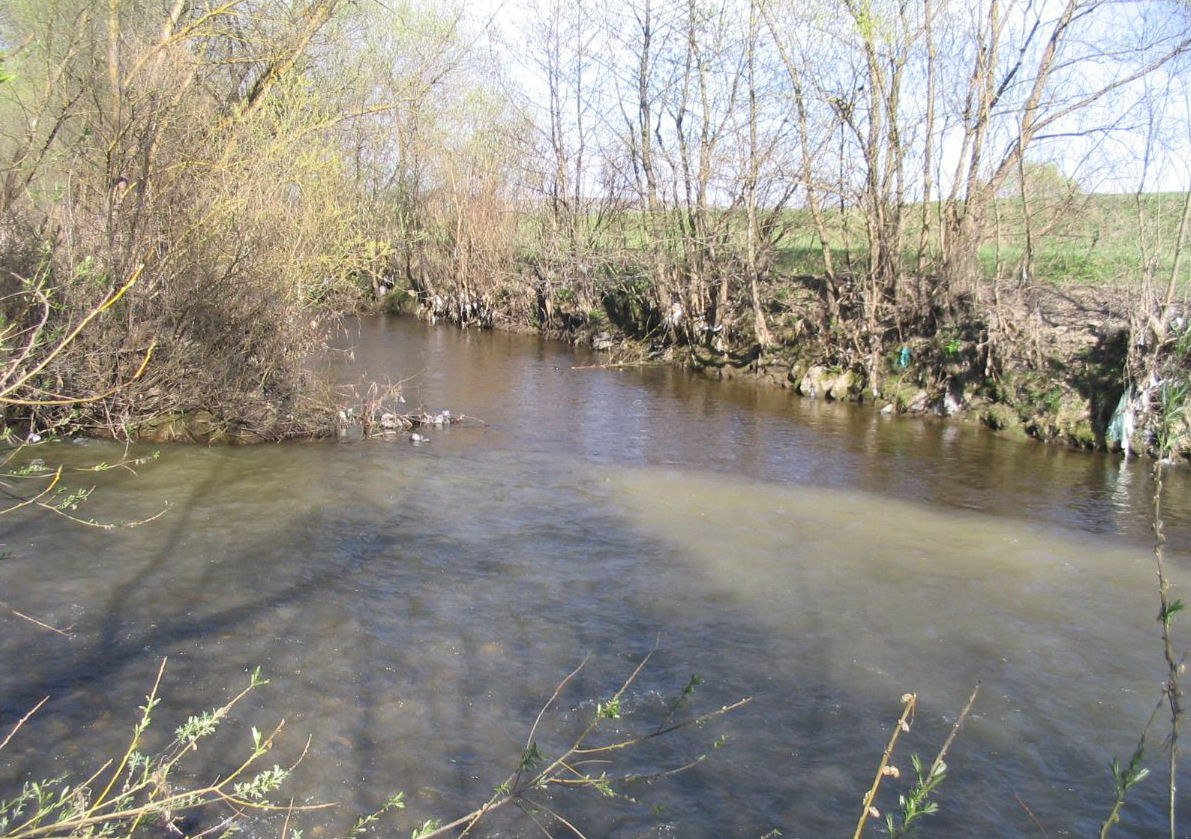
Kormosba ömlik a Vargyas pataka

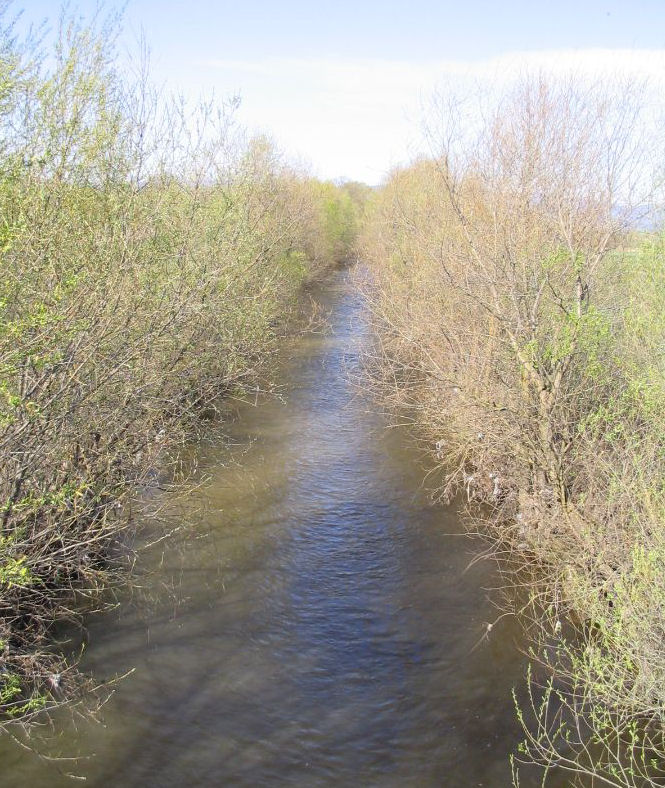
Kormos Olasztelek határában, 2007